# Університет Брунеля

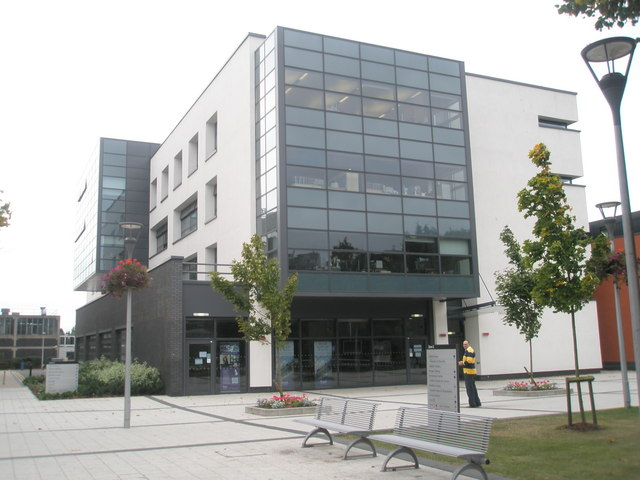
Університет Брунеля

Університет Брунеля (англ. Brunel University) — державний університет на Заході Лондона, Велика Британія, який входить до числа 50 найкращих університетів світу, має репутацію одного з найбільш інноваційних у країні, а його кампус називають «Кампусом XXI століття».

## Загальні відомості
Університет був створений у червні 1966 року на базі Коледжу передових технологій і названий на честь англійського інженера і винахідника Ісамбарда Кіндом Брунеля.
Кампус Університету знаходиться в містечку Аксбрідж. Бібліотечний фонд включає 450 000 книг.
Університет включає вісім факультетів і близько 10 науково-дослідних інститутів. Там навчається близько 15 200 студентів (денне навчання), працює понад 2500 співробітників. Сукупний дохід Університету у 2010/2011 господарському році склав 178,5 млн £, з яких 14,8 млн £ надійшли з дослідницьких грантів і контрактів.
Університет заохочує участь студентів у практичних завданнях і робочих проєктах, що є частиною навчального процесу. У студентів є доступ до спеціалізованих лабораторій (лабораторія електронної обробки зображень, біотехнологій та експериментальних технологій), а також доступ до наукових архівів «культових» фільмів і сучасної творчості.
Інші академічні можливості для студентів включають в себе: симулятори польоту і управління автомобілем та поїздом, 3-D сканер тіла, обладнання для «Захоплення руху» і пристрій для відображення магнітного резонансу, широкі практичні можливості у спорті та мистецтві.
Навчальні програми Університету пов'язані з його всесвітньо відомими науковими дослідженнями в таких сферах, як: природа захворювань на рак, дослідження довкілля, обробка матеріалів, електронна музика, навчання талановитих дітей та спортивна медицина.
Університет займає 39-те місце зі 122 в рейтингу The Sunday Times University Guide 2012. Він є членом Асоціації університетів країн Співдружності, Асоціації європейських університетів та університетів Великої Британії.

## Школи і факультети
- Школа мистецтв
- Бізнес-школа
- Факультет права
- Факультет інженерії і дизайну
- Факультет медицини і соціального забезпечення
- Факультет інформаційних систем, обчислювальної техніки і математики
- Факультет соціальних наук
- Факультет спорту й освіти

## Відомі випускники
- Марк Баглі — американський художник коміксів
- Арчі Панджабі — американська актриса британського походження
- Ґійом Люксембурзький — наслідний Великий герцог Люксембургу та Нассау, принц Парми
- Тоні Адамс — англійський футболіст, захисник, футбольний тренер.
- Дамсон Ідріс — британський актор, нігерійського походження.